# Proevippa lightfooti
Proevippa lightfooti är en spindelart som beskrevs av William Frederick Purcell 1903. Proevippa lightfooti ingår i släktet Proevippa och familjen vargspindlar. Inga underarter finns listade i Catalogue of Life.